# Paulus Ulmann
Paulus Ulmann (* 24. Februar 1613 in Appenzell; † 14. April 1680 in Schwende) war ein schweizerischer katholischer Theologe und Gründer der Einsiedelei und des Wallfahrtsorts Wildkirchli im Schweizer Kanton Appenzell Innerrhoden.

## Leben
Paulus Ulmanns Eltern hiessen Paul Ulmann und Elisabeth Heim. Er besuchte das Collegium Helveticum in Mailand und erlangte um 1636 den Doktor der Theologie. Von 1637 bis 1653 war er Kaplan und von 1653 bis 1658 Pfarrer in seiner Heimatgemeinde. 
Ulmann kritisierte die Sittenlosigkeit in seiner Heimat Appenzell scharf, was ihm den Zorn der weltlichen Obrigkeit einbrachte. Deswegen zog er sich auf das Wildkirchli zurück, ein Karst-Höhlensystem unterhalb der Ebenalp, wo er als Eremit lebte und eine alte, verfallene Wallfahrtskapelle in einer Höhle wiedererrichtete. Schon bald wurde der Wallfahrtsort bekannt und Tausende pilgerten auf die Ebenalp. Von 1660 bis 1669 war er Seelsorger im adligen Damenstift zu Lindau am Bodensee. 1669 kehrte er nach Appenzell zurück und hielt fast bis zu seinem Tod regelmässig Gottesdienste im Wildkirchli. 
Vor seinem Tod gründete er die Wildkirchlistiftung, damit die Einsiedelei eine finanzielle Basis erhalten sollte. Die Stiftung existiert noch heute und ihr gehören Almen im Alpstein. Paulus Ulmann hinterliess ein Tagebuch, in dem er sein Leben und die Entstehung der Einsiedelei Wildkirchli detailliert schilderte.  Die von Paulus Ulmann gegründete Einsiedelei steht heute in der Liste der Kulturgüter von nationaler Bedeutung im Kanton Appenzell Innerrhoden.